# Duttaphrynus stuarti
Duttaphrynus stuarti és una especie de gripau de la família dels bufònids, endèmica de Xizang (Xina). Va ser descrit per M.A. Smith el 1929 com a Bufo stuarti. Va ser reclassificat en el gènere Duttaphrynus cyphosus el 2006 i el 2020 va ser classificat com a Duttaphrynus stuarti stuarti o Dutaphrynus stuarti cyphosus. La classificació taxonòmica roman discutida.

## Distribució
Es troba en localitats aïllades al nord-est de l'Índia (oest i est d'Arunachal Pradesh, Sikkim i Meghalaya) a Bhutan (districte de Punakha i Gasa), vessants sud de l'Himàlaia al centre i est de Xizang (Xina) i al nord de Myanmar continental (Kachin; conegut només de a prop de Putao).
Hi ha una pèrdua limitada d'hàbitat a causa de l'agricultura de subsistència, però en general el bosc dins de la seva àrea de distribució no està significativament amenaçat en aquest moment.